# Porte de Champerret
Porte de Champerret – stacja linii nr 3 metra  w Paryżu. Stacja znajduje się w 17. dzielnicy Paryża.  Została otwarta 15 lutego 1911 r.